# Temporada 1998-99 de los Utah Jazz
La temporada 1998-99 fue la vigesimoquinta de los Jazz en la NBA, y la vigésima en su ubicación en Salt Lake City, tras cinco temporadas en Nueva Orleans. La temporada regular acabó con 62 victorias y 20 derrotas, ocupando el primer puesto de la Conferencia Oeste, clasificádose para los playoffs, en los que cayeron en las semifinales de conferencia ante los Portland Trail Blazers.  Debido a un cierre patronal, la temporada regular comenzó el 5 de febrero de 1999 y se redujo de 82 partidos a 50.

## Elecciones en elDraft
| Ronda | Puesto | Jugador        | Posición  | Nacionalidad   | Universidad |
| ----- | ------ | -------------- | --------- | -------------- | ----------- |
| 1     | 29     | Nazr Mohammed  | Pívot     | Estados Unidos | Kentucky    |
| 2     | 57     | Torraye Braggs | Ala-Pívot | Estados Unidos | Xavier      |

## Temporada regular
| División Medio Oeste     | División Medio Oeste | División Medio Oeste | División Medio Oeste | División Medio Oeste | División Medio Oeste | División Medio Oeste | División Medio Oeste | División Medio Oeste |
| Equipo                   | G                    | P                    | %                    | PD                   | Casa                 | Fuera                | Div                  |                      |
| ------------------------ | -------------------- | -------------------- | -------------------- | -------------------- | -------------------- | -------------------- | -------------------- | -------------------- |
| y-San Antonio Spurs      | 37                   | 13                   | .740                 | –                    | 21–4                 | 16–9                 | 17–4                 |                      |
| x-Utah Jazz              | 37                   | 13                   | .740                 | –                    | 22–3                 | 15–10                | 15–3                 |                      |
| x-Houston Rockets        | 31                   | 19                   | .620                 | 6                    | 19–6                 | 12–13                | 12–9                 |                      |
| x-Minnesota Timberwolves | 25                   | 25                   | .500                 | 12                   | 18–7                 | 7–18                 | 11–9                 |                      |
| Dallas Mavericks         | 19                   | 31                   | .380                 | 18                   | 15–10                | 4–21                 | 8–12                 |                      |
| Denver Nuggets           | 14                   | 36                   | .280                 | 23                   | 12–13                | 2–23                 | 5–16                 |                      |
| Vancouver Grizzlies      | 8                    | 42                   | .160                 | 29                   | 7–18                 | 1–24                 | 3–18                 |                      |

## Playoffs

### Primera ronda
Utah Jazz vs. Sacramento Kings 
| Fecha      | Partido                            | Ciudad         |
| ---------- | ---------------------------------- | -------------- |
| 8 de mayo  | Utah Jazz 117, Sacramento Kings 87 | Salt Lake City |
| 10 de mayo | Utah Jazz 80, Sacramento Kings 101 | Salt Lake City |
| 12 de mayo | Sacramento Kings 84, Utah Jazz 81  | Sacramento     |
| 14 de mayo | Sacramento Kings 89, Utah Jazz 90  | Sacramento     |
| 16 de mayo | Utah Jazz 99, Sacramento Kings 92  | Salt Lake City |
|            | Utah Jazz gana las series 3-2      |                |

### Semifinales de conferencia
Utah Jazz  vs. Portland Trail Blazers
| Fecha      | Partido                                    | Ciudad         |
| ---------- | ------------------------------------------ | -------------- |
| 18 de mayo | Utah Jazz 93, Portland Trail Blazers 83    | Salt Lake City |
| 20 de mayo | Utah Jazz 81, Portland Trail Blazers 84    | Salt Lake City |
| 22 de mayo | Portland Trail Blazers 97, Utah Jazz 87    | Portland       |
| 22 de mayo | Portland Trail Blazers 81, Utah Jazz 75    | Portland       |
| 25 de mayo | Utah Jazz 88, San Antonio Spurs 71         | Salt Lake City |
| 27 de mayo | Portland Trail Blazers 92, Utah Jazz 80    | Portland       |
|            | Portland Trail Blazers gana las series 4-2 |                |

## Estadísticas

### Temporada regular
| Jugador          | PJ | PT | MPP  | %TC  | %3P  | %TL  | RPP | APP | ROB | TPP | PPP  |
| ---------------- | -- | -- | ---- | ---- | ---- | ---- | --- | --- | --- | --- | ---- |
| Karl Malone      | 49 | 49 | 37.4 | .493 | .000 | .788 | 9.4 | 4.1 | 1.3 | .6  | 23.8 |
| Bryon Russell    | 50 | 50 | 35.4 | .464 | .354 | .795 | 5.3 | 1.5 | 1.5 | .3  | 12.4 |
| Jeff Hornacek    | 48 | 48 | 29.9 | .477 | .420 | .893 | 3.3 | 4.0 | 1.1 | .3  | 12.2 |
| John Stockton    | 50 | 50 | 28.2 | .488 | .320 | .811 | 2.9 | 7.5 | 1.6 | .3  | 11.1 |
| Shandon Anderson | 50 | 2  | 21.4 | .446 | .341 | .712 | 2.6 | 1.1 | .8  | .2  | 8.5  |
| Howard Eisley    | 50 | 0  | 20.8 | .446 | .420 | .838 | 1.9 | 3.7 | .6  | .0  | 7.4  |
| Greg Ostertag    | 48 | 48 | 27.9 | .476 |      | .620 | 7.3 | .5  | .3  | 2.7 | 5.7  |
| Thurl Bailey     | 43 | 0  | 12.6 | .446 | .000 | .735 | 2.2 | .6  | .2  | .7  | 4.2  |
| Adam Keefe       | 44 | 0  | 14.6 | .452 | .000 | .697 | 3.2 | .6  | .4  | .3  | 4.0  |
| Todd Fuller      | 42 | 2  | 11.0 | .452 |      | .600 | 2.4 | .1  | .1  | .3  | 3.4  |
| Greg Foster      | 42 | 1  | 10.9 | .377 | .250 | .619 | 2.0 | .6  | .1  | .2  | 2.8  |
| Jacque Vaughn    | 19 | 0  | 4.6  | .367 | .250 | .833 | .6  | .6  | .3  | .0  | 2.3  |
| Anthony Avent    | 5  | 0  | 8.8  | .308 |      | .500 | 2.4 | .2  | .4  | .0  | 1.8  |
| Chris King       | 8  | 0  | 5.3  | .286 |      | .000 | 1.4 | .1  | .3  | .1  | .5   |

### Playoffs
| Jugador          | PJ | PT | MPP  | %TC  | %3P   | %TL   | RPP  | APP | ROB | TPP | PPP  |
| ---------------- | -- | -- | ---- | ---- | ----- | ----- | ---- | --- | --- | --- | ---- |
| Karl Malone      | 11 | 11 | 41.0 | .417 | .000  | .791  | 11.3 | 4.7 | 1.2 | .7  | 21.8 |
| Jeff Hornacek    | 11 | 11 | 27.6 | .462 | .389  | .879  | 3.7  | 2.4 | 1.0 | .0  | 12.2 |
| Bryon Russell    | 11 | 11 | 35.2 | .426 | .250  | .722  | 6.1  | 1.2 | 1.8 | .2  | 12.1 |
| John Stockton    | 11 | 11 | 32.0 | .400 | .333  | .739  | 3.3  | 8.4 | 1.6 | .1  | 11.1 |
| Shandon Anderson | 11 | 0  | 27.0 | .481 | .429  | .706  | 3.7  | 1.2 | .5  | .3  | 9.5  |
| Howard Eisley    | 11 | 0  | 21.9 | .366 | .208  | .828  | 1.8  | 2.9 | .6  | .3  | 7.4  |
| Adam Keefe       | 10 | 0  | 10.1 | .600 |       | 1.000 | 2.4  | .3  | .4  | .3  | 4.1  |
| Greg Ostertag    | 11 | 11 | 23.7 | .371 |       | .643  | 5.9  | .5  | .2  | 2.2 | 4.0  |
| Thurl Bailey     | 11 | 0  | 10.5 | .515 |       | .750  | 1.4  | .2  | .3  | .5  | 3.4  |
| Todd Fuller      | 10 | 0  | 10.5 | .385 |       | .600  | 2.8  | .0  | .0  | .2  | 2.6  |
| Greg Foster      | 8  | 0  | 8.8  | .421 |       |       | 1.0  | .1  | .1  | .0  | 2.0  |
| Jacque Vaughn    | 2  | 0  | 3.0  | .500 | 1.000 |       | .0   | 1.0 | .0  | .0  | 1.5  |

## Galardones y récords
| Jugador       | Galardón                                                                  |
| Karl Malone   | MVP de la NBA Mejor quinteto de la NBA Mejor quinteto defensivo de la NBA |
| John Stockton | 3.er Mejor quinteto de la NBA                                             |